# سویالاند
سویالاند (سوئدی: Svealand) یکی از سرزمین‌های سوئد است که ۶ استان در آن قرار دارند.

## استان‌ها
- دالارنا
- نرکه
- سودرمانلاند
- اوپلاند
- ورملاند
- وستمانلاند